# Правители Феррары и Модены
Список правителей Феррары и Модены.
В 1452 году итальянская семья д’Эсте, властители Феррары, были сделаны герцогами Моденскими и Реджо, становясь также герцогами Феррарскими в 1471 году. В 1597 году они потеряли наследование Феррары, которая была непосредственно присоединена к Папской области. Они продолжили управлять герцогством Моденским и Реджо в Эмилии до 1796 года, когда оно стало частью Циспаданской республики Наполеона Бонапарта. В 1814 году герцогство было восстановлено под властью Франца Габсбурга внука последнего герцога д’Эсте, продолжая существовать, пока оно не было захвачено Сардинским королевством в 1859 году.

## Синьоры д’Эсте — правители Феррары, Модены и Реджо
- Обиццо II д'Эсте 1264—1293;
- Аццо VIII 1293—1308;
- Алдобрандино II 1308—1326;
- Обиццо III 1317—1352;
- Никколо I 1317—1335;
- Альдобрандино III 1335—1361;
- Никколо II 1361—1388;
- Альберто 1388—1393;
- Никколо III 1393—1441;
- Леонелло 1441—1450.

## Герцоги Феррары, Модены и Реджо из рода д’Эсте
- Борсо 1450—1471 (герцог Моденский и Реджо с 1452 года, герцог Феррарский с 1471 года);
- Эрколе I 1471—1505;
- Альфонсо I 1505—1534;
- Эрколе II 1534—1559;
- Альфонсо II 1559—1597.

## Герцоги Модены и Реджо из рода д’Эсте
- Чезаре 1597—1628 (потерял Феррару в январе 1598 года и перенёс столицу в Модену);
- Альфонсо III 1628—1629, (умер  в 1644 году);
- Франческо I 1629—1658;
- Альфонсо IV 1658—1662;
- Франческо II 1662—1694;
- Ринальдо III 1694—1737;
- Франческо III 1737—1780;
- Эрколе III 1780—1796, (умер в 1803 году).

## Герцоги Модены и Реджо из рода Габсбургов-д’Эсте в1814—1860
(c 1815 года также герцоги Мирандола, а с 1829 года герцоги Масса и князья Каррара)
- Франческо IV 1814—1846;
- Франческо V 1846—1859 (умер в 1875).

## Титулярные герцоги Модены и Реджо из рода Габсбургов-Эсте, после ликвидации монархии
- Франческо V (1859—1875)
- Франц Фердинанд, эрцгерцог Австрийский-д’Эсте (1875—1914)
- Карл, эрцгерцог Австрийский-д’Эсте (1914—1917)
- Роберт, эрцгерцог Австрийский-д’Эсте (1917—1996)
- Лоренц, эрцгерцог Австрийский-д’Эсте (1996—)
  - Наследник: Амедео Бельгийский, эрцгерцог Австрийский-д’Эсте